# Legende, mitovi i stvarnost Divljeg Zapada
Divlji zapad je izraz koji osim povijesno-zemljopisnog značenja obuhvaća i legende, mitove, pripovijesti, ali i mnoge povijesno istinite događaje prikupljene po zapadnim teritorijima današnjih Sjedinjenih Država u pionirskom vremenu 19. stoljeća, ponajviše drugoj polovici, i to od 1865. do 1890. godine. 
Kao tema u brojnim književnim i filmskim djelima, to razdoblje i područje zapadno od Mississippija ubrzo su postali toliko popularni da su doveli do razvoja vlastitog žanra zvanog Western. Koliko god kjiževna i filmska djela bila fiktivna, svejedno su potaknula i probudila veliko zanimanje za stvarnu povijest Divljeg Zapada. Pregledom povijesnih događaja primjećuje se da se određeni interesi i težnje stočara, Indijanaca, poslovnih ljudi i vlade Sjedinjenih Država stalno sukobljavaju te tako ih nekoliko izvora naziva i zapadnim građanskim ratom za pripajanje kojim je i ustanovljena vlast Sjedinjenih Država nad tim ogromnim prostranstvima. Stari, Divlji zapad često je viđen kao neobično nasilan, no neki poput profesora Hollona W. Eugena (u knjizi Frontier Violence: Another Look- Granično nasilje: Drugi pogled) prosuđuju da je on bio daleko civiliziraniji, mirniji, sigurniji od današnjeg američkog društva. 
Mnogi su razlozi naveli pionire na daleka putovanja prema zapadu. Neki su se nadali jeftinoj zemlji i uzgoju stoke, drugi su pak tražili zlato i srebro, a treći su jednostavno išli s nadom u bolje sutra. 
U ranim danima Divljeg Zapada najveći dio zemlje je bio u javnom vlasništvu, otvoren za iskorištavanje u stočarstvu, ratarstvu. Velikim dijelom tog područja je vladalo bezakonje, a vojska je bila prisutna samo na nekim mjestima, smještena u utvrdama. 
Osvajanje zapadnog teritorija dobrim je dijelom izraženo kroz nasilno protjerivanje starosjedilaca - Indijanaca, potpomognuto tadašnjom istrebljivačkom politikom.
Jedna od najpoznatijih bitaka tih Indijanskih ratova bila je ona kod Little Bighorna u kojoj su ujedinjene snage Siouxa i Cheyennea porazile 7. konjičku generala Georgea Armstronga Custera. Rat oko Black Hillsa vodili su Lakote pod vodstvom Bika Koji Sjedi i Ludog Konja. Ovaj sukob počeo je nakon neprestanog kršenja Sporazuma iz Fort Laramieja nakon što je u brdima otkriveno zlato.  S druge strane, u ratovima protiv Apachea i Navajo Indijanaca pukovnik Christopher Kit Carson borio se oko njihovih rezervata 1862. godine. Okršaji između SAD-a i Apachea nastavljaju se do 1886. godine kada se Geronimo predaje američkim snagama. 
Područje Velikih Ravnica - The Great Plains - koje se prostire istočno od Rocky Mountainsa, od kanadskih provincija Alberta i Manitoba na sjeveru pa sve do južnog Teksasa, izuzetno je pogodovalo stočarstvu te je uzgoj stoke postao jedna od uzdanica gospodarstva te regije. Stoga je posao kauboja uveliko poprimio na značaju, pa su time kauboji postali jedim od nezaobilaznih simbola Divljeg Zapada.